# 雀點刺蝶魚
雀點刺蝶魚，為輻鰭魚綱鱸形目鱸亞目蓋刺魚科的其中一個種。

## 分布
本魚只發現於東太平洋區，包括加拉巴哥群島、秘魯、哥倫比亞、厄瓜多、哥斯大黎加、薩爾瓦多、宏都拉斯、瓜地馬拉、巴拿馬、墨西哥等海域。

## 深度
水深4至30公尺。

## 特徵
本魚體側扁，略呈長橢圓，口小，成魚體色為黑色，體側有一白色直條紋，胸鰭及尾鰭黃色，背鰭及魨其顏色從黑色逐漸變成褐紅色，並具有白邊緣，幼魚則體呈紅褐色，吻部黃色，體側具數條白色半圓形條紋，尾鰭、胸鰭及腹鰭黃色，背鰭及臀鰭具白邊，體長可達35.6公分。

## 生態
本魚棲息於珊瑚礁或岩礁區，屬雜食性，以藻類、海綿、浮游動物等為食。繁殖期為夏末，行一夫一妻制。

## 經濟利用
為觀賞性魚類，但由於需要較大尺寸的水族箱、特殊食性及飼養的高成本，所以並非好飼養的觀賞魚種。另外具有地域性，不易和其他魚類混養。